# Rosso come una sposa
Rosso come una sposa è il primo libro della scrittrice albanese Anilda Ibrahimi.
Racconta la storia di una famiglia albanese che vive nel profondo Sud del Paese. Una storia costellata da una femminilità molto forte che deve combattere per emanciparsi.

## Trama
Il romanzo racconta la storia di una famiglia albanese ed è diviso in due parti. Copre l’arco temporale di quasi un secolo, un tempo ricco di movimenti storici, di stravolgimenti e di progresso. Negli incipit delle due partizioni che narrano altrettanti matrimoni, quello della nonna e quello della madre della protagonista, viene mostrata la differenza narrativa tra i due momenti storici.
Nonna Saba è descritta come una figura mitica, appartenente alla storia e al folklore albanese, mentre la madre è una figura reale che vive in un momento storico in cui tutto ciò che è tradizionale viene bandito. Protagonista della narrazione è Saba e attraverso la sua storia vengono raccontate le vicende storiche dell’Albania e degli altri componenti della famiglia.
L’epica della prima parte del racconto, che raccoglie momenti di grande impatto culturale, lascia spazio all’ironia della seconda parte; questo passaggio rappresenta uno spartiacque della narrazione che catapulta il mondo arcaico albanese in un mondo diverso, dominato dalle rigide leggi del totalitarismo albanese prima e di quelle del mercato globale poi.
Il romanzo, che specialmente nella prima parte è caratterizzato da continue digressioni, narra anche le vicende di altri componenti della famiglia di cui però lascia solo presagire il destino; è il caso della sorella di Saba, Esma, donna bella che cura ossessivamente il proprio aspetto fisico e che si discosta notevolmente dalla costruzione tradizionale della donna impegnata nei lavori domestici. Esma ama incondizionatamente il marito e il suo aspetto fisico avvenente produce invidia e disprezzo nelle altre componenti della famiglia del consorte. La giovane donna, a causa degli stereotipi negativi di cui le stesse donne che muovo l’accusa sono vittime, verrà, per punizione, accusata ingiustamente di kurveria (donna di facili costumi) e allontanata dalla famiglia. Per evitare che anche Dora, la nipote di Esma e io narrante, possa incappare nello stesso pericolo è sottoposta a morbose attenzioni da parte del giovane uomo che la corteggia. 
La dittatura di Enver Hoxha compare nel romanzo come entità prevaricatrice, come agente che agisce negativamente sulla vita dei cittadini; la sensazione generalizzata è quella di una continua minaccia che aleggia sulle teste della popolazione albanese.
Il romanzo si chiude con la morte della matriarca Saba, avvenuta il primo febbraio del 2003, nello stesso giorno in cui Dora partorisce suo figlio.

## Critica
L'autrice che fa parte del numeroso novero degli scrittori translingui che vivono al di fuori del loro Paese e che scrivono in italiano, operando una prima traslazione del testo a livello mentale per poi rendere esplicita la traduzione sul foglio. 
A tal proposito, la scrittrice ha affermato quanto segue:
La scelta di un plot narrativo che solo perifericamente coinvolge la presenza maschile è voluta dall’autrice.
Nel romanzo, oltre ad esserci un'attenzione nei confronti delle tradizioni, c'è l'importante focus sulla questione di genere. Come la stessa scrittrice ha affermato, in Albania nascere donna equivale ad essere assoggettate ad un controllo e a uno stereotipo difficile da gestire:

## Riconoscimenti
Rosso come una sposa ha vinto i premi Edoardo Kihlgren – Città di Milano, Corrado Alvaro, Città di Penne, Giuseppe Antonio Arena

## Edizioni
- Anilda Ibrahimi, Rosso come una sposa, 1ª ed., Einaudi, 2008,  p. 263, ISBN 9788806192372.